# إيسي بروم
إيسي بروم (مواليد 20 يناير 1996) هي لاعبة ألعاب قوى نيجيرية متخصصة في منافسات القفز الطويل، حصلت على الميدالية البرونزية في أولمبياد 2020.